# 亀山健吉
亀山 健吉（かめやま けんきち、1922年9月3日 - ）は、日本の言語哲学者。日本女子大学名誉教授。
岐阜県出身。1948年東京帝国大学文学部倫理学科卒業。1950-51年ガリオア留学生としてクレアモント大学院に留学。56-58年A.v.フンボルト財団留学生としてハイデルベルク大学、テュービンゲン大学に留学。日本女子大学教授、93年定年、名誉教授、城西国際大学教授。1984年のヴィルヘルム・フォン・フンボルト『言語と精神―カヴィ語研究序説』で日本翻訳出版文化賞受賞。99年勲三等瑞宝章受勲。

## 著書
- 『フンボルト 文人・政治家・言語学者』中公新書 1978
- 『言葉と世界 ヴィルヘルム・フォン・フンボルト研究』法政大学出版局 2000

### 翻訳
- フランツ・リスト『フリードリツヒ・シヨパン』速水冽共訳 宇野書店 1949
- ヴィルヘルム・フォン・フンボルト『言語と精神 カヴィ語研究序説』法政大学出版局 1984、オンデマンド版2011
- 『ハイデッガー全集 第12巻(第1部門 既刊著作 1910-76) 言葉への途上』ヘルムート・グロス共訳 創文社 1996、東京大学出版会 2021
- ジョージ・スタイナー『バベルの後に 言葉と翻訳の諸相』（上・下）、法政大学出版局 叢書・ウニベルシタス 1999-2009

## 論文
- <亀山健吉